# Zec Festubert
La zec Festubert est une zone d'exploitation contrôlée (zec), située dans la municipalité de Senneterre (ville), dans la municipalité régionale de comté (MRC) La Vallée-de-l'Or, dans la région administrative de l'Abitibi-Témiscamingue, au Québec, au Canada. La mission de la zec vise notamment la protection de la flore et de la faune.

## Géographie
Constituée le 6 mars 1978, la zec Festubert couvre une superficie de 1 429 km2. Cette zone d'exploitation contrôlée compte 148 lacs dont 120 sont exploités pour la pêche sportive. Ce territoire comporte quatre rivières toutes exploitées pour la pêche. La zec comporte trois rampes de mise à l'eau.
Les postes d'accueil de la zec Festubert ouvrent à partir de la fête de la reine (en mai) et ferment vers la fin de la chasse de l'orignal à la carabine (en octobre). Trajet pour atteindre le poste d'accueil Landron: route 117 reliant Mont-Laurier à Val d'Or. Options d'accès à la zec:
- au kilométrage 285 de la route 117 via chemin Lépine;
- au kilométrage 380 de la route 117, via la route 30 (CIP), via la Zec Capitachouane (460 km de Montréal).

## Toponymie
L'appellation de la zec s'associe à celle du canton, de la rivière, du hameau et du lac de même nom. Ces toponymes évoquent la participation des troupes canadiennes-françaises à la campagne britannique de mai 1915 dans les environs du village de Festubert, en France. Parmi les Alliés, plus de 7 000 hommes y perdirent la vie. Les Alliés y remportèrent une victoire contre les Allemands le 12 juillet 1918. Le village de Festubert est situé dans le département du Pas-de-Calais, à une soixantaine de kilomètres au sud-est de Dunkerque et à égale distance de Courcelette, au sud.
Le toponyme "Zec Festubert" a été officialisé le 5 août 1982 à la Banque des noms de lieux de la Commission de toponymie du Québec.

## Chasse et pêche
Le territoire de la zec a été divisé en 28 secteurs, afin de mieux répartir les zones de chasse et offrir une meilleure sécurité aux utilisateurs. Les véhicules tout terrain (VTT) sont interdits d'usage durant la période de chasse, sauf pour le transport du gibier abattu.
La chasse au petit gibier concerne surtout la gélinotte huppée, la perdrix grise, le lièvre d'Amérique et le tétras du Canada. La chasse est encadrée selon des périodes indiquées par le ministère pour les espèces contingentées. Compte tenu de l'abondance du gibier, la chasse à l'ours noir et à l'orignal est contingentée.
Les pêcheurs peuvent capturer du brochet et du doré (jaune ou noir) sur tous les lacs exploités. La zec est située dans la zone de chasse et de pêche numéro 13.